# Lijst van beelden in Midden-Groningen
Dit is een chronologische lijst van beelden in Midden-Groningen.
Onder een beeld wordt hier verstaan elk driedimensionaal kunstwerk in de openbare ruimte van de Nederlandse gemeente Midden-Groningen, waarbij beeld wordt gebruikt als verzamelbegrip voor sculpturen, standbeelden, installaties, gedenktekens en overige beeldhouwwerken.
Het oudste beeld in Midden-Groningen was ongetwijfeld de zonnewijzer van borg Welgelegen in Sappemeer uit 1634; deze is in 2008 ontvreemd.
Meerdere beelden in de gemeente hebben een directe link met de lokale geschiedenis, zoals de Boeg van Bulder/Piek, de Veengravers van Mes en de Scheepsjager van Piek.
| Geplaatst | Omschrijving                                             | Kunstenaar                                       | Straat                                      | Plaats                                      | Materiaal                 | Afbeelding |  |
| --------- | -------------------------------------------------------- | ------------------------------------------------ | ------------------------------------------- | ------------------------------------------- | ------------------------- | ---------- |  |
| 1655      | Senatus populus que Groninganus                          |                                                  | Noorderstraat, toegang Koepelkerk           | Sappemeer                                   | steen                     |            |  |
| 17e eeuw  | Herakles en Pallas Athene                                | onbekend                                         | Hoofdweg, Fraeylemaborg                     | Slochteren                                  | zandsteen                 |            |  |
| 17e eeuw  | Pomona                                                   | onbekend                                         | Hoofdweg, Fraeylemaborg                     | Slochteren                                  | zandsteen                 |            |  |
| 18e eeuw  | Flora                                                    | onbekend                                         | Hoofdweg, Fraeylemaborg                     | Slochteren                                  | natuursteen               |            |  |
| 1926      | Heilig Hartbeeld                                         | August Falise                                    | Noorderstraat, achter Sint-Willibrorduskerk | Sappemeer                                   |                           |            |  |
| 1948      | Gedenknaald Sappemeer                                    | Nico Bulder                                      | Prinses Margrietpark                        | Sappemeer                                   | zandsteen                 |            |  |
| 1951      | Monument Kornelis ter Laan (perkament + inktpot en veer) | Jan Kuiken                                       | Hoofdweg / Noordbroeksterweg                | Slochteren                                  | koper                     |            |  |
| 1955      | Buste Aletta Jacobs                                      | Thees Meesters                                   | Noorderstraat                               | Sappemeer                                   | brons                     |            |  |
| 1958      | Drents heideschaap                                       | Willem Valk                                      | Gorechtpark                                 | Hoogezand                                   | natuursteen               |            |  |
| 1962      | Ridder                                                   | Edu Waskowsky                                    | Troelstralaan                               | Muntendam                                   |                           |            |  |
| 1965      | zonder titel                                             | Jan van der Zee                                  | Hereweg (voormalig gemeentehuis)            | Meeden                                      |                           |            |  |
| 1968      | Bewogen scherm                                           | André Volten                                     | Gorecht-Oost                                | Hoogezand                                   | staal                     |            |  |
| 1968      | Monument Kornelis ter Laan (kop)                         | Wladimir de Vries                                | Hoofdweg / Noordbroeksterweg                | Slochteren                                  | brons                     |            |  |
| 1970      | De Boeg                                                  | Nico Bulder(ontwerp) en Gerrit Piek (uitvoering) | Meint Veningastraat                         | Hoogezand                                   | brons                     |            |  |
| 1971      | haan                                                     | Klaas van Dijk                                   | Noorderstraat                               | Sappemeer                                   | smeedijzer                |            |  |
| 1973      | zonder titel                                             | Casper C. Bosveld                                | Troelstralaan                               | Hoogezand                                   |                           |            |  |
| 1974      | Ruitershorn                                              | Jan Goeting                                      |                                             | Muntendam                                   |                           |            |  |
| 1976      | De Waalpalen ("Arie")                                    | Dick Stins                                       | Rembrandtlaan                               | Hoogezand                                   | brons                     |            |  |
| 1978      | Scheepsjager                                             | Gerrit Piek                                      | Noorderstraat/Borgercompagnie               | Sappemeer                                   | brons                     |            |  |
| 1981      | Luitspeler                                               | Eric Claus                                       | Gorecht-Oost (winkelcentrum)                | Hoogezand                                   | brons                     |            |  |
| 1981      | drie lezende kinderen                                    | Ale Strooisma                                    | Gorecht-Oost 157 (bibliotheek, Kielzog)     | Hoogezand                                   | brons                     |            |  |
| 1983      | gemeentewapen                                            | B.G. Lockhorn                                    | Gorecht-Oost 157 (gemeentehuis)             | Hoogezand                                   | brons                     |            |  |
| 1984      | schildpad en torentje                                    | Lucas Klein                                      | Pluvierstraat (W.A. Scholtenschool)         | Foxhol                                      |                           |            |  |
| 1985      | Muntendammer koopvrouw                                   | Harm Blanken                                     |                                             | Muntendam                                   | Vaurion                   |            |  |
| 1985      | Drie dozen                                               | Chris Verbeek                                    |                                             | Tussenklappen                               | staal                     |            |  |
| 1986      | Salomon en Leentje                                       | Jef Depassé                                      | Sluiskade                                   | Martenshoek                                 |                           |            |  |
| 1987      | Stormvogel                                               | Egbert Hanning                                   | Gorechtpark                                 | Hoogezand                                   | koper/brons/messing       |            |  |
| 1987      | Veengravers                                              | Hans Mes                                         | Noorderstraat                               | Sappemeer                                   |                           |            |  |
| 1989      | Gedenknaald                                              | Rina van Nuland                                  |                                             | Muntendam                                   |                           |            |  |
| 1989      | Hengelaar                                                | Gosse Dam                                        | Kieldiep                                    | Kiel-Windeweer                              | brons                     |            |  |
| 1990      | bogen                                                    | Fred Mennens                                     |                                             | Kiel-Windeweer                              | div. materialen           |            |  |
| 1990      | wuivend riet                                             | Chris Verbeek                                    | Pieter Venemakade                           | Kiel-Windeweer                              | staal                     |            |  |
| 1991      | kop                                                      | Carin Carpay                                     | Gorecht-Oost, achterzijde Kielzog           | Hoogezand                                   | staal                     |            |  |
| 1991      | Fruitpiece                                               | Lucas Klein                                      | Keyserstraat                                | Hoogezand                                   | natuursteen               |            |  |
| 1991      | Bambi                                                    | Anita Franken                                    | Neerweg, van der                            | Hoogezand                                   | brons                     |            |  |
| 1991      | Three o’tree                                             | Trudi van den Berg en Jos Steenmeijer            | Vosholen                                    | Sappemeer                                   | gietijzer                 |            |  |
| 1994      | De laatste halte in het vaderland                        | Anita Franken                                    |                                             | Zuidbroek                                   | brons                     |            |  |
| 1994      | Driesprong                                               | Gerlof Hamersma                                  | Achterdiep                                  | Sappemeer                                   | baksteen en glas          |            |  |
| 1994      | Zonnewijzer                                              | Chris Verbeek                                    | Gorechtpark                                 | Hoogezand                                   | roestvast staal           |            |  |
| 1994      | Joods monument                                           | Lucas Klein                                      | Stationsweg                                 | Hoogezand                                   | natuursteen               |            |  |
| 1995      | Odyssee                                                  | Maree Blok en Bas Lugthart                       | Abraham Kuypersingel                        | Hoogezand                                   |                           |            |  |
| 1995      | Oorlogsmonument                                          | J. van Timmeren                                  | Viskenijlaan                                | Siddeburen                                  |                           |            |  |
| 1998      | Oorlogsmonument                                          | H. Bult                                          | Hoofdweg                                    | Hellum                                      | staal en baksteen         |            |  |
| 1998      | zonder titel                                             | Bastiaan de Groot                                | Werfkade 16                                 | Hoogezand                                   | Portugees marmer en ijzer |            |  |
| 1999      | Lode Bok en Jan Neuze                                    | AJ Edzes-Homan                                   | Noorderstraat                               | Sappemeer                                   | brons                     |            |  |
| 2000      | Poolstervizier                                           | Martin Borchert                                  | van der Duyn v Maasdamwg                    | Hoogezand                                   |                           |            |  |
| 2000      | De Golf                                                  | Harm van Weerden en Jan Steen                    | Nieuweweg                                   | Hoogezand                                   |                           |            |  |
| 2001      | De Landarbeider of Aardappelpoter                        | Judith Braun                                     | Hoofdweg                                    | Noordbroek                                  | brons                     |            |  |
| 2002      | Toegangspoorten                                          | Hans Mes                                         |                                             | Borgercompagnie (gemeente Midden-Groningen) |                           |            |  |
| 2002      | Verhaal van de verten                                    | Hans Mes                                         |                                             | Borgercompagnie (gemeente Veendam)          |                           |            |  |
| 2002      | Boeren, burgers, buitenlui                               | Hans Mes                                         |                                             | Borgercompagnie (gemeente Veendam)          |                           |            |  |
| 2002      | Blad                                                     | René de Boer                                     |                                             | Meeden                                      |                           |            |  |
| 2003      | De bok van Siddeburen                                    | Gert Sennema                                     | Poststraat, Siddeburen                      | Siddeburen                                  |                           |            |  |
| 2006      | Mijn vader                                               | Yvonne Visser                                    |                                             | Zuidbroek                                   |                           |            |  |
| 2007      | Zaaddoos                                                 | René de Boer                                     | Hereweg                                     | Meeden                                      |                           |            |  |
| 2007      | Untitled I                                               | Herbert Nouwens                                  | Hoofdweg                                    | Slochteren                                  | cortenstaal               |            |  |
| 2007      | Untitled II                                              | Herbert Nouwens                                  | Hoofdweg                                    | Slochteren                                  | cortenstaal               |            |  |
| 2008      | HS                                                       | LaSalle                                          | Kerkstraat                                  | Hoogezand                                   |                           |            |  |
| 2009      | Wind, water en een mythisch paard                        | Joost Swarte                                     | Groenedijk / Slochterdiep                   | Slochteren                                  | Staal                     |            |  |
| 2009      | Gasmolecule                                              | Marc Ruygrok                                     | bij A7                                      | Kolham                                      |                           |            |  |
| 2010      | De Baggelaar                                             | Brenda Hardijk                                   | Oudeweg                                     | Westerbroek                                 | aluminiumcement en brons  |            |  |
| 2010      | Hoeden en Petten                                         | Roland Sohier                                    | 't Padje                                    | Slochteren                                  |                           |            |  |
| ?         | Oorlogsmonument                                          | onbekend                                         | Hoofdweg                                    | Slochteren                                  | brons                     |            |  |
| 2019      | Het Andere Monument                                      | Karel Busker                                     | Weendersweg nabij A7                        | Westerbroek                                 | cortenstaal               |            |  |